# Jón Loftsson
Jón Loftsson (født 1124, død 1. november 1197) var en islandsk høvding ved Oddi i Rangá i det sydvestlige Island. Han var barnebarn af historikeren Sæmund Frode.

## Opvækst
Jón var født i Norge; søn af præsten Loft Sæmundsson (eller Lopt) som igen var søn af den kendte historikeren og præsten Sæmund Frode. Moderen, Tora Magnusdatter, var datter af kong Magnus Barfod. Han blev opfostret i Konghelle i Båhuslen, Norge hos Anders Brunsson, præst ved Korskirken der. Kort tid før venderne kom og hærgede i Konghelle i 1135 havde Loft og sønnen Jón sejlet derfra.

## Høvding og mæglingsmand
Som respekteret høvding på Island fungerede Jón som mæglingsmand og det blev sagt at stridende parter bøjede sig for hans magt og kloge råd. Så sent som i 1197 blev han bedt i at dømme i et vanskelig sag. Høvdingen Gudmund Dyre havde ladet en af sine fjender indebrænde. Jón værgede sig og svarede at han ikke ville dømme i denne sagen. Alligevel gav han efter og afsagde dom, og dommen blev så hård, at folk mente, at den dømte ikke ville finde sig i den. På trods af dette var Jons autoritet tilstrækkelig, i denne som i andre sager. Efter at Jón døde var slægten på Oddi fortsat den mest betydningsfulde familie på Island, men deres magt mindskedes gradvist.

## Strid med kirken
Jón Loptsson var viet til diakon, og han var "en stor sanger i den hellige kirke" og "havde af sin nærmeste farfar lært sig alle mulig åndelig kundskabe". Jón kom i konflikt med den islandske kirke eftersom den nye udvikling skilte hårdere mellem det åndelige og det verdslige. Da biskoppen af Skálholt, Thorlákr Thorhallsson, på påbud af ærkebiskop Eystein Erlendsson ville fratage høvdingerne retten til at råde over kirker og kirkens ejendomme protesterede Jón på det kraftigste. Han ville, sagde han, være med og dømme de gamle, gode biskoppers veg, "og ikke tror jeg at Eystein har mere vilje eller visdom end mine forfædre, Sæmund Frode og hans sønner." 
Skænderiet mellem biskop Torlak og Jón havde også sin pikante grund i det Jón havde biskoppens søster Ragnhild som frille. Jón var efter biskoppens syn en "løsagtig" mand og stod også at læse i et brev fra ærkebiskoppen i Norge. Alligevel kom Jón sejrende ud af striden med kirken, den såkaldte Staðarmál.

## Fosterfar
For at mildne den ambitiøse høvding Sturla Tordsson, som Jón Loptsson havde krænket med en domsafgørelse på altinget i sommeren 1181, tog Jón hånd om Sturlas søn på to år, Snorre Sturlason. Det havde en stor betydning for Snorres senere forfatterskab, at han voksede op til han var tyve år gammel på det gamle lærestedet Oddi, hvor Sæmund Frode havde grundlagt en skole. På Oddi fik Snorre en udmærket uddannelse og fik her sin første kendskab til historisk litteratur. Også Jón Loptsson var betragtet som en af de mest lærde mænd på Island. Tilsyneladende har Snorre sat pris på sin fosterfar eftersom han i 1190 hyldede ham i kvadet Nórges Konunga tal som priser ham og fører hans æt tilbage til de norske konger.

## Ægteskab og børn
Jón Loptsson var gift med Halldóra Brandsdatter (født 1124) datter af Skegg-Brand Tormodsson, og de fik følgende børn:
- Solveig Jónsdatter
- Sæmund Jónsson
- Pål Jónsson, som var søn af Jon Loptsson med Ragnheid Thorhallsdotter, jf. Páls saga byskups
- Orm Bredbøling
- Torstein Jónsson
- Einar Jónsson
- Hallbjørn Jónsson
- Sigurd Jónsson
- En datter hvis navn er ukendt, men som blev gift med Asbjørn Jonsson, en høvding som sloges i krigen mod kong Sverre Sigurdsson af Norge og døde i 1184 i et søslag i Sognefjorden.